# Pánormos, Kreta
Pánormos är en ort i Grekland.   Den ligger i prefekturen Nomós Rethýmnis och regionen Kreta, i den sydöstra delen av landet, 300 km söder om huvudstaden Aten. Pánormos ligger 1 meter över havet och antalet invånare är 1 157.
Terrängen runt Pánormos är kuperad åt sydost, men västerut är den platt. Havet är nära Pánormos åt nordväst. Runt Pánormos är det ganska glesbefolkat, med 38 invånare per kvadratkilometer. Närmaste större samhälle är Zonianá, 18,5 km sydost om Pánormos. 